# Rally México de 2006
El Rally México de 2006, fue la tercera ronda de la temporada 2006 del Campeonato Mundial de Rally. Se celebró del 3 al 5 de marzo.

## Clasificación final
| Pos.    | Piloto            | Copiloto           | Automóvil                      | Tiempo    | Diferencia | Puntos |
| WRC     | WRC               | WRC                | WRC                            | WRC       | WRC        | WRC    |
| ------- | ----------------- | ------------------ | ------------------------------ | --------- | ---------- | ------ |
| 1.      | Sébastien Loeb    | Daniel Elena       | Citroën Xsara WRC              | 3:47:08.8 | 0.0        | 10     |
| 2.      | Petter Solberg    | Phil Mills         | Subaru Impreza WRC 2006        | 3:47:57.7 | 48.9       | 8      |
| 3.      | Manfred Stohl     | Ilka Minor         | Peugeot 307 WRC                | 3:51:47.9 | 4:39.1     | 6      |
| 4.      | Dani Sordo        | Marc Martí         | Citroën Xsara WRC              | 3:52:36.5 | 5:27.7     | 5      |
| 5.      | Henning Solberg   | Cato Menkerud      | Peugeot 307 WRC                | 3:59:44.2 | 12:35.4    | 4      |
| 6.      | Gareth MacHale    | Paul Nagle         | Ford Focus RS WRC 04           | 4:03:11.1 | 16:02.3    | 3      |
| 7.      | Chris Atkinson    | Glenn MacNeall     | Subaru Impreza WRC2006         | 4:07:48.3 | 20:39.5    | 2      |
| 8.      | Marcus Grönholm   | Timo Rautiainen    | Ford Focus RS WRC 06           | 4:08:53.0 | 21:44.2    | 1      |
| PWRC    |                   |                    |                                |           |            |        |
| 1.(9.)  | Toshi Arai        | Tony Sircombe      | Subaru Impreza WRX STI         | 4:09:43.4 | 0.0        | 10     |
| 2.(10.) | Nasser Al-Attiyah | Chris Patterson    | Subaru Impreza WRX STI         | 4:10:32.3 | 48.9       | 8      |
| 3.(11.) | Mirco Baldacci    | Giovanni Agnese    | Mitsubishi Lancer Evolution IX | 4:15:32.6 | 5:49.2     | 6      |
| 4.(13.) | Leszek Kuzaj      | Maciej Szczepaniak | Subaru Impreza WRX STI         | 4:19:29.6 | 9:46.2     | 5      |
| 5.(15.) | Sergey Uspenski   | Dmitri Yeremeyev   | Subaru Impreza WRX STI         | 4:24:30.6 | 14:47.2    | 4      |
| 6.(17.) | Marcos Ligato     | Rubén García       | Mitsubishi Lancer Evolution IX | 4:32:38.1 | 22:54.7    | 3      |
| 7.(18.) | Štěpán Vojtěch    | Michal Ernst       | Mitsubishi Lancer Evo VIII     | 4:35:30.2 | 25:46.8    | 2      |
| 8.(21.) | Francisco Name    | Armando Zapata     | Mitsubishi Lancer Evo VII      | 4:56:54.7 | 47:11.3    | 1      |